# Veikkausliiga (2007)
Sezon 2007 był 18. edycją Veikkausliiga – najwyższej klasy rozgrywkowej w piłce nożnej w Finlandii.

## Najlepsi strzelcy
|    | Piłkarz           | Narodowość | Klub              | Gole |
| -- | ----------------- | ---------- | ----------------- | ---- |
| 1  | Rafael            | Brazylia   | FC Lahti          | 13   |
| 2  | Toni Lehtinen     | Finlandia  | FC Haka           | 11   |
| 3  | Mikko Paatelainen | Finlandia  | Turun Palloseura  | 9    |
| –  | Berat Sadik       | Finlandia  | FC Lahti          | 9    |
| 5  | Jami Puustinen    | Finlandia  | FC Honka          | 8    |
| –  | Mika Ääritalo     | Finlandia  | Turun Palloseura  | 8    |
| 7  | Kim Liljeqvist    | Finlandia  | FC KooTeePee      | 7    |
| –  | Jari Niemi        | Finlandia  | Tampere United    | 7    |
| 9  | Jonas Emet        | Finlandia  | FF Jaro           | 6    |
| –  | Mikko Innanen     | Finlandia  | FC Haka           | 6    |
| –  | Armand One        | Francja    | Turun Palloseura  | 6    |
| –  | Tomi Petrescu     | Finlandia  | Tampere United    | 6    |
| –  | Antti Pohja       | Finlandia  | Tampere United    | 6    |
| –  | Vili Savolainen   | Finlandia  | HJK Helsinki      | 6    |
| 15 | Jussi Aalto       | Finlandia  | FF Jaro           | 5    |
| –  | Janne Hietanen    | Finlandia  | AC Oulu           | 5    |
| –  | Toni Junnila      | Finlandia  | FF Jaro           | 5    |
| –  | Tero Taipale      | Finlandia  | Vaasan Palloseura | 5    |
| –  | Justus Vajanne    | Finlandia  | IFK Mariehamn     | 5    |